# 通化大桥
通化大桥位于中国吉林省通化市东昌区，浑江中上游，连接浑江两岸的江东和江北两个区域，是一座中承式钢拱桥公路与行人桥，开通于 2021 年。通化大桥设计长度 317.5 米，宽度 32 米，车道设计为双向六车道，两侧分别与滨江东路和滨江西路立交，总投资约 1.5 亿元。
通化大桥原址为“江北大桥”，始建于 1985 年。上游约250米建有梅集铁路128千米铁路桥，俗称“幺二八大桥”，因两桥距离较近，因此“江北大桥”、“幺二八大桥”两名常混用。2020年，江北大桥因桥梁日久损坏被列为危桥拆除。新桥由中国建筑东北设计研究院设计，工期为两年，同时更名为“通化大桥”。